# Федерация Северного Борнео
Федерация Северного Борнео (Калимантан Утара, Северный Калимантан) — политическое объединение, гипотетически включавшее в себя британские колонии Саравак, Британское Северное Борнео (ныне малайзийский штат Сабах) и Бруней.

## История и предпосылки
В 1956 году правительства Саравака, Северного Борнео и государства Бруней объявили о прекращении использования в качестве валюты малайского доллара и грядущем выпуске общей собственной валюты, однако это заявление никогда не воплотилось в действительности.
Идея объединения Северного Калимантана принадлежит А. М. Азахари, сподвижнику лидера индонезийского национально-освободительного движения Сукарно. Идея состояла в поддержке и пропаганде объединения всего Калимантана под британским владычеством и дальнейшем формировании независимого социалистического государства на территории Северного Калимантана. Азари также выступал за независимость Брунея и его дальнейшее объединение с Сараваком и Британским Северным Борнео для сознания федерации, во главе которой в качестве конституционного монарха стоял бы султан Брунея.
Однако, Народная партия Брунея склонялась к объединению с Малайзией при условии сохранения всех трех входивших в Бруней территорий в виде единого субъекта под властью брунейского султана, в результате чего Бруней оставался бы достаточно сильным, чтобы противостоять доминированию Малайи или Сингапура, малайской администрации или китайских торговцев.
Проект Северный Калимантан (или Калимантан Утара) являлся пост-колониальной альтернативой малайзийскому плану. Оппозиция вхождению в состав Малайзии основывалась на экономических, политических и историко-культурных различиях между государствами острова Калимантан и Малайей, равно как и на опасении попасть под политическое доминирование полуострова. Присоединение к Малайзии рассматривалось как новая форма колонизации, теперь уже со стороны малайцев.
Идея формирования союза на территории Северного Калимантана базировалась во многом на примере Федерации Родезии и Ньясаленда в южной Африке. После поражения про-демократических сил в ходе брунейской революции идея канула в небытие. Если бы проект все же был осуществлен столицей, по всей вероятности, стал бы или Кучинг, или Джесселтон (ныне Кота-Кинабалу), или Бандар-Сери-Бегаван, исторический центр региона.
Султанат Бруней с самого начала выступил против проектов федеративного объединения. Когда в 1960-х годах эта идея возникла впервые, султан Бруней склонялся к вхождению в состав Малайзии, однако в дальнейшем разногласия по поводу политической природы этой федерации, а также распределения нефтяных роялти привели к отказу от объединения.

## Нынешнее состояние
На сегодняшний день сохраняются определенные группы людей, выступающих за создание независимого государства в островной части Малайзии и, соответственно, её отделение от Малайи. Эти люди считают пребывание в составе Малайзии невыгодным для населения Калимантана, особенно провинции Сабах, так как большая часть региональных доходов перечисляется в федеральный центр: лишь 5 % доходов от добычи нефти в регионе остаётся в бюджетах штатов Сабах и Саравак.
Малайзийская политическая активность сосредоточена на полуострове, что дает критикам повод говорить о том, что нужды и чаяния населения восточной части государства находятся в небрежении. Некоторые оппозиционные партии в Законодательной ассамблее штата Саравак, пытаются пропагандировать идею Федерации Северного Борнео. Вынесение вопроса на обсуждение Ассамблеи, ввиду его большой щепетильности, было заблокировано правящей коалицией Национальный фронт, возглавляемой Абдул Таиб Махмудом.
На федеральных выборах 2008 года население обоих восточно-малайзийских штатов проголосовало в основном за правящую коалицию, что говорит об утрате популярности сторонниками независимости островной части. Такой расклад предпочтений избирателей является следствие достаточно быстрого развития провинций в последние годы.